# 11833 Dixon
11833 Dixon este o planetă minoră (asteroid) din centura de asteroizi. A fost descoperită pe 13 septembrie 1985 la Observatorul Național Kitt Peak de Spacewatch. 
Obiectul prezintă o orbită caracterizată de o semiaxă mare de 1,9628462 UAi, o excentricitate de 0,08, o înclinație de 19,15478 ° în raport cu ecliptica.